# Министерство лесного хозяйства БССР
Министе́рство лесно́го хозя́йства Белору́сской ССР было образовано 1 июля 1947 года.
24 апреля 1953 года министерство было упразднено и его полномочия были переданы Главному управлению лесного хозяйства Министерства сельского хозяйства и заготовок БССР.
С 1966 года министерство было вновь восстановлено.

## Структура на 1974 год
- Управление по производству товаров народного потребления и заготовки продукции побочного пользования в лесах.
- Отдел лесовосстановления и лесомелиорации.
- Отдел механизации лесного хозяйства.
- Отдел охраны леса, лесозащиты и охотничьего хозяйства.
- Отдел присмотра леса и лесопользования.
- Республиканский центр по научной организации труда[1].

## Министры
- Семён Колесников (1947 — 1949)
- Иван Былинский (1949 — 1953)
- Сергей Моисеенко (1966 — 1985)
- Георгий Марковский (1985 — 1991)

## Сноски
1. ↑  МИНСК. Краткая адресно-справочная книга  (рус.). Дата обращения: 24 декабря 2022. Архивировано 9 декабря 2022 года.